# Shō Naruoka
Shō Naruoka (成岡 翔?, Naruoka Shō; Shimada, 31 maggio 1984) è un ex calciatore giapponese, di ruolo centrocampista.